# Albin de Lyon
Pour les articles homonymes, voir Albin et Saint-Albin.
Albin ou Alpin (en latin Alpinus) est le 14e évêque de Lyon et succède à saint Just. Il est reconnu comme Saint par l'Église catholique romaine et l'Église orthodoxe et est fêté le 15 septembre.

## Biographie
Il semblerait que son nom est à l'origine Alpin, rapidement adouci en Albin par Bède le Vénérable et les martyrologes qui lui succèdent. D'après ceux-ci, Albin succède à Just vers 390 et fut un évêque de saintes mœurs. La tradition lui attribue la fondation de l'église Saint-Étienne où il aurait été enterré. Il serait mort un peu avant 400. 